# Nacaroa (distrito)
Nacaroa (por vezes, na grafia pré-AO 1990, Nacarôa) é um distrito da província de Nampula, em Moçambique, com sede na povoação de Nacaroa. Tem limite, a norte com o distrito de Eráti, a sudoeste com o distrito de Muecate, a sudeste com o distrito de Monapo e a leste com os distritos de Nacala-a-Velha e Memba.

## Demografia
Em 2007, o Censo indicou uma população de 106 887 residentes. Com uma área de 2793  km², a densidade populacional rondava os 38,27 habitantes por km².
De acordo com o Censo de 1997, o distrito tinha 82 766 habitantes, daqui resultando uma densidade populacional de 29,6 habitantes por km².

## Divisão administrativa
O distrito está dividido em três postos administrativos: Intete, Nacaroa e Saua-Saua, compostos pelas seguintes localidades:
- Posto Administrativo de Intete:
  - Inteta
- Posto Administrativo de Nacaroa:
  - Nacaroa
  - Naputha
- Posto Administrativo de Saua-Saua:
  - Muchico
  - Saua-Saua

## História
Até 1994 o nome do distrito era Eráti, altura em que esse nome foi atribuído ao  vizinho distrito de Namapa, o qual foi criado a partir do seu próprio território em 1986. Nacarôa foi um posto administrativo do distrito de Eráti original, tendo sido criado em 1987.

## Infrestrutura
O distrito de Nacarôa tem uma rede sanitária composta por sete unidades sanitárias:  Centro de Saúde de Nacarôa-sede, Nachere, Nahadge, Muchico , Mahetha, Halaca e  Saua-Saua . A rede escolar é composta por quatro escolas secundárias e uma escola técnico-profissional, a Escola Profissional Familiar Rural de Nahadge.[carece de fontes?]